# Буян (Брянская область)
Буян — поселок в Клинцовском районе Брянской области, в составе Лопатенского сельского поселения.

## География
Находится в западной части Брянской области на расстоянии приблизительно 12 км на северо-запад по прямой от районного центра города Клинцы.

## История
Возник в начале XX века. На карте 1941 года был отмечен как Буяны с 26 дворами.
До 2005 в Гутокорецком сельском совете. 

## Население
Численность населения: 160 человек (1926), 28 человек (2002), 20 человек (2010), 12 человек (2013).
Будет упразднен как фактически не существующий в связи с переселением всех жителей на постоянное место жительства в другие населённые пункты